# Il meglio (Giuni Russo)
Il meglio è una raccolta non ufficiale di Giuni Russo, uscita in due differenti edizioni.
La prima edizione uscì il 28 aprile del 2000 su CD su etichetta D.V. More Record, mentre la seconda edizione è stata pubblicata il 18 maggio dello stesso anno su etichetta Mr. Music.

## Descrizione
Le due edizioni, oltre ad essere differenti per la data di pubblicazione e per la tracklist, hanno anche una diversa immagine di copertina. Le registrazioni in esse contenute sono però le stesse; le versioni non sono originali, ma registrati nel 1993, con gli arrangiamenti del gruppo musicale Novecento.
La prima edizione contiene dodici brani, mentre nella seconda ne sono stati aggiunti altri due: Le contrade di Madrid e Bing bang being.

## Tracklist delle edizioni
Prima edizione:
- Un'estate al mare (F. Battiato - G. Pio) - 3:30
- Sere d'agosto (G. Russo - F. Messina) - 3:42
- Limonata cha cha cha (G. Russo - M.A. Sisini - Tripoli) - 3:08
- Alghero (G. Russo - M.A. Sisini) - 4:05
- Good good-bye (G. Russo -  F. Messina - F.Battiato - G. Pio) - 3:53
- Mediterranea (G. Russo - M.A. Sisini) - 4:29
- L'oracolo di Delfi (G. Russo - M.A. Sisini - Faffner) - 3:37
- I ragazzi del Sole (G. Russo - M.A. Sisini - G. Tripolino) - 3:07
- Adrenalina (G. Russo - M.A. Sisini) - 3:39
- Amala (G. Russo - M.A. Sisini - D. Tortorella) - 5:04
- Mango, papaia (G. Russo - M.A. Sisini) - 3:37
- Venere Ciprea (G. Russo - M.A. Sisini - Tripoli) - 3:40

Seconda edizione:
- Un'estate al mare (F. Battiato - G. Pio) - 3:30
- Sere d'agosto (G. Russo - F. Messina) - 3:42
- Limonata cha cha cha (G. Russo - M.A. Sisini - Tripoli) - 3:08
- Alghero (G. Russo - M.A. Sisini) - 4:05
- Good good-bye (G. Russo -  F. Messina - F.Battiato - G. Pio) - 3:53
- Mediterranea (G. Russo - M.A. Sisini) - 4:29
- Le contrade di Madrid (G. Russo - M.A. Sisini - Tripoli) - 4:41
- I ragazzi del Sole (G. Russo - M.A. Sisini - G. Tripolino) - 3:07
- Adrenalina (G. Russo - M.A. Sisini) - 3:39
- Amala (G. Russo - M.A. Sisini - D. Tortorella) - 5:04
- Mango, papaia (G. Russo - M.A. Sisini) - 3:37
- Venere Ciprea (G. Russo - M.A. Sisini - Tripoli) - 3:40
- Bing bang being (G. Russo - M.A. Sisini - T. Tramonti) - 3:03
- L'oracolo di Delfi (G. Russo - M.A. Sisini - Faffner) - 3:37